# Nordheim (Württemberg)
Nordheim er en by i den tyske delstat Baden-Württemberg, som ligger i kreisen Heilbronn. Nordheim har 7.514 indbyggere (2006).